# Pachycephala
Pachycephala is een geslacht van zangvogels uit de familie Pachycephalidae (dikkoppen en fluiters). Het geslacht telt 53 soorten.
De geslachtsnaam betekent letterlijk "dikkop" en komt van het Oudgriekse pachys (dik) en kephalé (kop, hoofd).

## Soorten
- Pachycephala albiventris  – Groenrugfluiter
- Pachycephala arctitorquis  – Withalsfluiter
- Pachycephala aurea  – Geelrugfluiter
- Pachycephala balim  – Baliemfluiter
- Pachycephala caledonica  – Nieuw-Caledonische fluiter
- Pachycephala calliope  – Roestborstfluiter
- Pachycephala chlorura  – Melanesische fluiter
- Pachycephala cinerea  – Mangrovefluiter
- Pachycephala citreogaster  – Bismarckfluiter
- Pachycephala collaris  – Louisiadenfluiter
- Pachycephala feminina  – Rennellfluiter
- Pachycephala flavifrons  – Diadeemfluiter
- Pachycephala fuliginosa  – Westelijke fluiter
- Pachycephala graeffii – Geelkeelfijifluiter
- Pachycephala griseonota  – Molukse fluiter
- Pachycephala homeyeri  – Bruinborstfluiter
- Pachycephala hyperythra  – Roodbuikfluiter
- Pachycephala hypoxantha  – Borneofluiter
- Pachycephala implicata  – Guadalcanalfluiter
- Pachycephala inornata  – Zwartteugelfluiter
- Pachycephala jacquinoti  – Tongafluiter
- Pachycephala johni  – Kaneelborstfluiter
- Pachycephala lanioides  – Krabbenfluiter
- Pachycephala leucogastra  – Witbuikfluiter
- Pachycephala lorentzi  – Lorentz' fluiter
- Pachycephala macrorhyncha  – Geelkeelfluiter
- Pachycephala melanorhyncha  – Biakfluiter
- Pachycephala melanura  – Zwartstaartfluiter
- Pachycephala mentalis  – Zwartkinfluiter
- Pachycephala meyeri  – Vogelkopfluiter
- Pachycephala modesta  – Bruinrugfluiter
- Pachycephala monacha  – Monniksfluiter
- Pachycephala nudigula  – Naaktkeelfluiter
- Pachycephala olivacea  – Bruine fluiter
- Pachycephala orioloides  – Wielewaalfluiter
- Pachycephala ornata – Nendöfluiter
- Pachycephala orpheus  – Orpheusfluiter
- Pachycephala pectoralis  – Gouden fluiter
- Pachycephala phaionota  – Eilandfluiter
- Pachycephala philippinensis  – Filipijnse fluiter
- Pachycephala richardsi  – Bougainvillefluiter
- Pachycephala rufiventris  – Grijsrugfluiter
- Pachycephala rufogularis  – Roodteugelfluiter
- Pachycephala schlegelii  – Schlegels fluiter
- Pachycephala simplex  – Grauwe fluiter
- Pachycephala sharpei – Babarfluiter
- Pachycephala soror  – Sclaters fluiter
- Pachycephala sulfuriventer  – Zwavelbuikfluiter
- Pachycephala tenebrosa  – Palaupitohui
- Pachycephala teysmanni - Saleierfluiter
- Pachycephala utupuae – Utupuafluiter
- Pachycephala vanikorensis  – Vanikorofluiter
- Pachycephala vitiensis  – Witkeelfijifluiter